# 中华线蛛
中华线蛛（学名：Nemesia sinensis）为线蛛科线蛛属的动物。在中国大陆，分布于等地。该物种的模式产地在中国。其种加词“sinensis”意为“中华的”。